# Bone Thugs-n-Harmony
Bone Thugs-N-Harmony es un grupo de rap formado en Cleveland (Ohio) en 1991, conocido por su peculiar estilo a la hora de rapear y sus voces armónicas. Bone Thugs-N-Harmony es uno de los grupos de rap que más ventas ha tenido en toda la historia. Tuvieron un gran éxito en 1996 con el sencillo "Tha Crossroads", con el que incluso ganaron un Grammy. Es el único grupo que ha trabajado con 2Pac, The Notorious B.I.G., Big Pun y Eazy-E en vida.

## Los Años en Ruthless Records

### Creepin' On Ah Come Up
El grupo se formó alrededor de 1990, se llamaba Bone Enterprise y editaron un disco (Faces of Death). El lanzamiento de Bone Thugs-N-Harmony Ruthless Records fue en 1993 cuando Bone fue a Los Ángeles y que llamaron por teléfono a Eazy-E, en este momento él se negó a firmarlos. Los Bone volvieron a Cleveland cuando Eazy-E daba un concierto ahí. Bizzy y Krayzie entraron a su habitación y cantaron, Eazy-E no entendía lo que ellos estaban cantando pero se dio cuenta de que era algo nuevo y bueno, después volvió a Los Ángeles con los Bone Thugs. Con Creepin' On A Come Up (EP) que vio la luz en junio del 1994. Después de un lento comienzo que vio el éxito del álbum limitado dentro de la escena del Gangsta rap, rompiendo con la corriente principal con el lanzamiento de los sencillos "Thuggish Ruggish Bone" y "Foe Tha Love of $", este último con una exitosa colaboración por parte del rapero Eazy-E grabada durante "La Edad Dorada" del rap de la Costa Oeste. La producción del álbum contó con una pesada impresión en él, con beats provistos por Rhythm D, DJ Yella y el recién llegado DJ U-Neek (quien más adelante llegaría a ser socio en Bone´s productions). Este disco llegaría a conseguir 4 discos de platino de la RIAA.

### E. 1999 Eternal
Mientras Creepin On Ah Come Up' fue enfocado casi enteramente a la violencia y actividades criminales, E. 1999 Eternal vio en Bone una diversificación entre ambos y en sus estilos musicales. Los beats de G-Funk fueron tratados pos DJ U-Neek (con la coproducción de Tony C y Kenny McCloud). Igualmente, mientras en el primero una, el estilo de este cabía más en la espiritualidad, y también introdujeron la marca registrada de Bone sobre canción de la "weed man", pistas enteras dedicadas al arte de fumar marihuana.
E. 1999 Eternal supuso la más satisfactoria empresa en términos de ventas y notoriedad para Bone. Se encasilla constantemente como uno de los mejores discos de hip-hop de todos los tiempos y sus ventas continúan siendo fuertes hoy por hoy, mostrándose en el Top 10 de los Billboard Top R&B/Hip-Hop Catalog Albums chart en un base regular.
En 1995, Bone colaboró en Russell Simmons "The Show" un álbum con una canción titulada "Everyday Thang". Sin ninguna semejanza y sin ninguna relación con el track con el mismo título en el álbum Faces Of Death. Este track específicamente fue pasado por alto porque no fue lanzada en ninguno de los álbumes de Bone. Este track fue muy parecido a muchos a de los tracks en el E. 1999 Eternal. El álbum fue un diamante a lo ancho del mundo, y llegó a ser en EE. UU. 6 veces disco de platino.

### The Art of War
En 1997, el grupo lanzó el doble disco The Art Of War, respaldado por el sencillo "Look Into My Eyes", el cual apareció en la banda sonora de la película Batman y Robin. El álbum dio a Bone la posibilidad de explorar una amplia variedad de temas y estilos, con un enfoque aún mayor, un ambiente más preservado y un sonido suave. El grupo todavía mantiene las letras violentas, aunque, con una gran parte del álbum dedicada a lo que se etiquetaron "clones" quien demandó a Bone diciendo que le habían robado su estilo de rapeos lengua-rápida (quick-tongued) y viceversa. El álbum también incluía "Thug Luv" con Tupac Shakur, además de que esta colaboración tuvo controversia ya que durante la canción se escucha decir "está vivo" haciendo alusión a que 2pac esta vivo. El álbum también muestra una fuerte influencia con el libro del mismo nombre, del autor chino Sun Tzu, El Arte de la Guerra.
Mientras el álbum tuvo un éxito inicial, debutando en primer puesto de las listas de Billboard (con 394.000 copias vendidas en su primera semana), no pudo mantenerse con esa energía. Además "Look Into My Eyes" (El cual estuvo el 4º en los Billboard Hot 100), El único sencillo fue "If I Could Teach The World" El cual ganó un American Music Award (AMA). Los esfuerzos del grupo se vieron naufragados por la ausencia de Bizzy Bone en los videos del álbum y gran parte de la gira de conciertos, además de en las apariciones públicas. Esta ausencia alimento los rumores de ruptura. El álbum fue consagrado con 4 discos de platino por la RIAA (con cada venta contando como dos unidades bajo las pautas de certificaciones).

### BTNHResurrection
Por el año 2000 el grupo se unió para grabar lo que sería su triunfal regreso a las listas, el álbum fue titulado "BTNHResurrection", del álbum salieron 4 sencillos, el principal de estos fue "Resurrección (Paper, Paper)", con el cual se acallaron los rumores de separación del grupo, el siguiente fue "Change The World" un vídeo de alto presupuesto, a este le siguieron "The Weed Song" y "Can't Give It Up", el álbum destaca por la entera participación de Flesh-n-Bone (aunque este no aparece en los videos por estar en la cárcel), el álbum vendió más de 283,000 copias.
Después de esto el grupo sacá el disco llamado "Thugs World Order" el cual se suponía que sería su disco más polémico hasta la fecha pero debido a atentado del 11 de septiembre se cambiaron algunas líneas como "fuck the FBI". El disco tuvo poco éxito comercial comparado con los álbumes anteriores. Después de que el disco salió Bone empezó a tener problemas con Bizzy, el cual un poco antes se había presentado ebrio en una entrevista, el grupo expulsó a Bizzy Bone por la buenas esta vez.

### El presente de Bone Thugs N Harmony
Al salir a Bizzy Bone del grupo y estando Flesh-N-Bone encarcelado 10 años por posesión de armas, Bone Thugs siguió como un trío lanzando hasta ahora 5 discos, el primero fue Thug Stories un disco independiente del cual salieron los sencillos Fire, Don't Stop y Call Me, este álbum resalta por ser el primero como un trío además de ser uno de los pocos discos de Bone con canciones dirigidas a las mujeres.
Después en el 2007 Bone Thugs firmó con el mega productor Swizz Beatz y en su disquera lanzaron lo que sería su primer gran disco en años, este fue nombrado Streght 'n' Loyalty, este álbum cuenta con apariciones de la talla de Akon y The Game, Bow Wow, entre otros.
EL álbum debutó num 1 en las listas y les hizo ganar un A.M.A, todo esto marca el regreso triunfal de Bone Thugs-N-Harmony los cuales han confirmado el regreso de Bizzy Bone al grupo y la descarcelación de Flesh en mayo de 2008, todos estos sucesos marcaron que el 2008 fue un muy buen año para el grupo.
En el 2010 Bone Thugs N Harmony regresa, esta vez lanzando su nuevo álbum de estudio "UNI-5: The World's Enemy" del cual surgieron sencillos como, Rebirth, Meet my in the Sky, D.O.A. Entre otros.
En 2011 Krayzie Bone decide abandonar el grupo por circunstancias ajenas, afirmó en un video, que fue filtrado en la web, dedicado a sus fanes, que ahora dedicara su carrera a la producción y cantara de solista, pero sus mejores años fueron con el grupo.
Cada miembro del grupo a continuando su carrera, en este año 2011 Layzie Bone lanzó tres álbumes de estudio: "Thug Luv", "The Meaning" y "The Definition", Por otra parte Bizzy Bone lanzó "The Greatest Rapper Alive", "Countoown to Armageddon", "The Bone Collector Vol 2" y "Bone Brothers V", Flesh N Bone "Ready for the Heartaches to Come" y Krayzie Bone "Lyrikul Assassain"
El grupo sigue siendo una grande influencia en el mundo de la música, especialmente en lo que ahora se denomina como Trap Music, considerados pioneros y leyendas del género, con más de 25 años de carrera musical, Bone Thugs N Harmony ha sido inspiración para muchos artistas del trap actual, los más notorios son el dúo $uicideboy$, el rapero Pouya, y Ghostemane (Este último, músico y artista de Metal/Hard Trap).

## Miembros actuales
- Layzie Bone
- Krayzie Bone
- Bizzy Bone
- Wish Bone
- Flesh-N-Bone

## Discografía

### Álbumes

#### Álbumes de estudio
| Información del álbum |
| --- |
| Creepin on ah Come Up - Lanzado: 14 de mayo de 1993 - Sello: Stoney Bruke Records - Posición: 1 US - RIAA certificación: 4x Platino - Singles: "Thuggish Ruggish Bone", "Foe tha Love of $"                                              |
| E. 1999 Eternal - Lanzado: 25 de julio de 1995 - Sello: Ruthless Records - Posición: 1 US - RIAA certificación: 4x Platino/Worldwide 10x Platino (Diamante) - Singles: "1st of tha Month", "East 1999", "Tha Crossroads", "Budahh Lovaz" |
| The Art of War - Lanzado: 29 de julio de 1997 - Sello: Ruthless Records - Posición: 1 US - RIAA certificación: 4x Platino - Singles:"Look into My Eyes", "If I Could Teach the World"                                                    |
| BTNHResurrection - Lanzado: 29 de febrero de 2000 - Sello: Ruthless Records - Posición: 2 US - RIAA certificación: 2x Platino - Singles: "Resurrection (Paper, Paper)", "Can't Give It Up", "Change The World","The Weed Song"           |
| Thug World Order - Lanzado: 29 de octubre de 2002 - Sello: Ruthless Records - Posición: 12 US - RIAA certificación: Oro - Singles: "Money, Money", "Get Up & Get It", "Home"                                                             |
| Thug Stories - Lanzado: 19 de septiembre de 2006 - Sello: Koch Records - Singles: |
| Strength & Loyalty - Lanzado: 8 de mayo de 2007 - Sello: Interscope Records, A&M Records, Universal Records, Full Surface Records - Posición: 2 US - RIAA certificación: Oro - Singles: "I Tried", "Lil' L.O.V.E."                       |
| UNI-5: The World's Enemy - Lanzado: 4 de mayo de 2010 - Sello: BTNH Worldwide/Asylum/Reprise Records - Singles: "See Me Shine", "Rebirth", "Meet Me In the Sky", "Gone"                                                                  |
| The Art of War: World War III - Lanzado: 10 de diciembre de 2013 - Sello: BTNH Worldwide/Seven Arts Music - Singles: "Everything 100" |

#### Álbumes de compilación
| Información del álbum |
| --- |
| The Collection Volume One - Lanzado: 24 de noviembre de 1998 - Sello: Ruthless Records - Posición: 32 US - RIAA certificación: Platino - Singles: |
| The Collection: Volume Two - Lanzado: 14 de noviembre de 2000 - Sello: Ruthless Records - Posición: 41 US - RIAA certificación: Oro - Singles:    |
| Greatest Hits - Lanzado: 16 de noviembre de 2004 - Sello: Ruthless Records - Posición: 95 US - RIAA certificación: 2x Platino - Singles:          |
| Greatest Hits (Chopped and Screwed) - Lanzado: 1 de noviembre de 2005 - Sello: Ruthless Records - Posición: - RIAA certificación: - Singles:      |

#### Otros álbumes
| Bone 4 Life - Lanzado: 2 de septiembre de 2005 - Sello:Bone Thug Records |

### Sencillos
| Año  | Título                                                                                           | Posiciones   | Posiciones       | Posiciones | Posiciones      | Álbum                 |
| Año  | Título                                                                                           | U.S. Hot 100 | U.S. R&B/Hip-Hop | U.S. Rap   | Rhythmic Top 40 | Álbum                 |
| ---- | ------------------------------------------------------------------------------------------------ | ------------ | ---------------- | ---------- | --------------- | --------------------- |
| 1994 | "Thuggish Ruggish Bone" (featuring Shatasha Williams) (gold)                                     | 22           | 17               | 2          | 17              | Creepin on ah Come Up |
| 1995 | "Foe tha Love of $" (featuring Eazy-E) (gold)                                                    | 41           | 33               | 4          | 37              | Creepin on ah Come Up |
| 1995 | "1st of tha Month" (gold)                                                                        | 14           | 12               | 4          | 10              | E. 1999 Eternal       |
| 1995 | "East 1999"                                                                                      | 60           | 12               | 8          | -               | E. 1999 Eternal       |
| 1996 | "Tha Crossroads" (2x platinum)                                                                   | 1            | 1                | 1          | 1               | E. 1999 Eternal       |
| 1996 | "Dayz of Our Livez" (gold)                                                                       | -            | -                | -          | 5               | Set It Off OST        |
| 1997 | "Look into My Eyes" (platinum)                                                                   | 4            | 4                | 2          | 15              | The Art of War        |
| 1997 | "If I Could Teach the World" (gold)                                                              | 27           | 20               | 3          | 26              | The Art of War        |
| 1998 | "War" (featuring Henry Rollins)                                                                  | -            | -                | -          | -               | Small Soldiers OST    |
| 2000 | "Resurrection (Paper, Paper)"                                                                    | -            | 54               | -          | 25              | BTNHResurrection      |
| 2000 | "Can't Give It Up"                                                                               | -            | -                | -          | -               | BTNHResurrection      |
| 2000 | "Change The World" (featuring Big B)                                                             | -            | -                | -          | -               | BTNHResurrection      |
| 2002 | "Money, Money"                                                                                   | -            | -                | -          | -               | Thug World Order      |
| 2002 | "Get Up & Get It" (featuring 3LW & Felecia)                                                      | -            | -                | -          | -               | Thug World Order      |
| 2003 | "Home" (featuring Phil Collins)                                                                  | -            | -                | -          | 33              | Thug World Order      |
| 2006 | "Take the Lead (Wanna Ride)" (featuring Wisin & Yandel, Fatman Scoop & Melissa Jiménez/Drag-On)) | -            | -                | -          | -               | Take the Lead OST     |
| 2006 | "Don't Stop"/"Fire"                                                                              | -            | -                | -          | -               | Thug Stories          |
| 2007 | "I Tried" (featuring Akon)                                                                       | 6            | 48               | 7          | 2               | Strength and Loyalty  |
| 2007 | "Lil' L.O.V.E." (featuring Mariah Carey & Bow Wow)                                               | 117          | -                | -          | -               | Strength and Loyalty  |

#### Otros sencillos
| Año  | Título                                                                                      | Posiciones   | Posiciones       | Posiciones | Posiciones      | Posiciones              | Álbum                               |
| Año  | Título                                                                                      | U.S. Hot 100 | U.S. R&B/Hip-Hop | U.S. Rap   | Rhythmic Top 40 | Hot Dance Singles Sales | Álbum                               |
| ---- | ------------------------------------------------------------------------------------------- | ------------ | ---------------- | ---------- | --------------- | ----------------------- | ----------------------------------- |
| 1998 | "Breakdown" (Mariah Carey featuring Bone Thugs-n-Harmony)                                   | 58           | 4                | 1          | 18              | 1                       | Butterfly                           |
| 1998 | "Ghetto Cowboy" (Mo Thugs Family featuring Bone Thugs-n-Harmony)                            | 15           | 14               | 1          | 31              | -                       | Chapter II: Family Reunion          |
| 2000 | "Until We Rich" (Ice Cube featuring Krayzie Bone)                                           | -            | 50               | -          | -               | 21                      | War & Peace Vol. 2 (The Peace Disc) |
| 2002 | "I Don't Wanna Die" (Coolio featuring Krayzie Bone)                                         | -            | -                | -          | -               | -                       | El Cool Magnífico (2 bonus tracks)  |
| 2003 | "I'm Not Sleeping" (Tiffany featuring Krayzie Bone)                                         | -            | -                | -          | -               | -                       | The Color of Silence                |
| 2004 | "I Don't Give a Fuck" (Lil' Jon & The Eastside Boys featuring Mystikal & Krayzie Bone)      | -            | -                | 50         | -               | -                       | Kings of Crunk                      |
| 2004 | "Walk Like a Warrior" (Dead Prez featuring Krayzie Bone)                                    | -            | -                | -          | -               | -                       | RBG: Revolutionary but Gangsta      |
| 2004 | "Freaks" (Play-N-Skillz feat. Adina Howard & Krayzie Bone)                                  | -            | -                | -          | -               | -                       | Texas for da World Over             |
| 2006 | "Ridin'" (Chamillionaire featuring Krayzie Bone)                                            | 1            | 6                | 2          | 1               | -                       | The Sound of Revenge                |
| 2006 | "Spit Your Game" remix (The Notorious B.I.G. featuring Twista, Krayzie Bone, & 8Ball & MJG) | -            | 68               | -          | 64              | -                       | Duets: The Final Chapter            |
| 2006 | "This Ain't a Game" (Lil' Eazy featuring Bone Thugs-N-Harmony)                              |              |                  |            |                 |                         | Prince of Compton                   |

## Filmografía
- The Collection Volume One
- The Collection: Volume Two
- Live & Uncut
- Greatest Video Hits
- Behind the Harmony
- Live in Concert
- I Tried Movie

## Videos musicales
| Año  | Título                      | Álbum                     |
| ---- | --------------------------- | ------------------------- |
| 1994 | Thuggish Ruggish Bone       | Creepin On Ah Come Up     |
| 1994 | Foe Tha Love Of Money       | Creepin On Ah Come Up     |
| 1995 | East 99                     | E. 1999 Eternal           |
| 1995 | Budda Lovaz                 | E. 1999 Eternal           |
| 1995 | First Of The Month          | E. 1999 Eternal           |
| 1996 | The Crossroads              | E. 1999 Eternal           |
| 1997 | If I Could Teach The World  | The Art of War            |
| 1997 | Look Into My Eyes           | The Art of War            |
| 1997 | Dayz Of Our Lives           | The Collection Volume One |
| 1998 | BNK                         | The Collection Volume One |
| 2000 | Change The World            | BTNHResurrection          |
| 2000 | Weed Song                   | BTNHResurrection          |
| 2000 | Cant Give It Up             | BTNHResurrection          |
| 2000 | Resurrection (Paper, Paper) | BTNHResurrection          |
| 2002 | Money, Money                | Thug World Order          |
| 2002 | Home ft. Phil Collins       | Thug World Order          |
| 2007 | I tried                     | streght and loyalty       |
| 2007 | lil love                    | streght and loyalty       |
| 2007 | Young Thugs                 | T.H.U.G.S.                |

## Awards history
| Premio                | Categoría                              | Género      | Canción / Álbum / Artista | Año  | Resultado |
| --------------------- | -------------------------------------- | ----------- | ------------------------- | ---- | --------- |
| American Music Award  | Favorite Rap/Hip Hop Artist            | Rap/Hip Hop | Bone Thugs-N-Harmony      | 1996 | Nominated |
| American Music Award  | Favorite Rap/Hip Hop Artist            | Rap/Hip Hop | Bone Thugs-N-Harmony      | 1997 | Nominated |
| American Music Award  | Favorite Rap/Hip Hop Artist            | Rap/Hip Hop | Bone Thugs-N-Harmony      | 1998 | Won       |
| American Music Award  | Favorite Rap/Hip Hop Group             | Rap/Hip Hop | Bone Thugs-N-Harmony      | 2007 | Won       |
| Grammy Award          | Best Rap Performance by a Duo or Group | Rap         | "1st Of Tha Month"        | 1996 | Nominated |
| Grammy Award          | Best Rap Album                         | Rap         | "E. 1999 Eternal"         | 1996 | Nominated |
| Grammy Award          | Best Rap Performance by a Duo or Group | Rap         | "Tha Crossroads"          | 1997 | Won       |
| Grammy Award          | Best Rap Performance by a Duo or Group | Rap         | "Ridin'"                  | 2007 | Won       |
| Grammy Award          | Best Rap Song                          | Rap         | "Ridin'"                  | 2007 | Nominated |
| MTV Video Music Award | Video of the Year                      | Rap         | "Tha Crossroads"          | 1996 | Nominated |
| MTV Video Music Award | Best Group Video                       | Rap         | "Tha Crossroads"          | 1996 | Nominated |
| MTV Video Music Award | Best Rap Video                         | Rap         | "Tha Crossroads"          | 1996 | Nominated |
| MTV Video Music Award | Best Special Effects                   | Rap         | "Tha Crossroads"          | 1996 | Nominated |
| MTV Video Music Award | Viewer's Choice                        | Rap         | "Tha Crossroads"          | 1996 | Nominated |
| MTV Video Music Award | Best Rap Video                         | Rap         | "Ridin"                   | 2006 | Won       |
| BET Hip Hop Award     | Video Director of the Year             | Rap         | "Spit Your Game"          | 2006 | Nominated |
| BET Hip Hop Award     | Producer of the Year                   | Rap         | "Spit Your Game"          | 2006 | Nominated |
| BET Hip Hop Award     | Hip-Hop Track of the Year              | Rap         | "Ridin'"                  | 2006 | Nominated |
| BET Hip Hop Award     | Best Collabo                           | Rap         | "Ridin'"                  | 2006 | Nominated |
| BET Hip Hop Award     | Alltel Wireless People's Champ Award   | Rap         | "Ridin'"                  | 2006 | Won       |